# الشرق (ذمار)
الشرق هي إحدى قرى الجمهورية اليمنية. وهي تتبع جغرافيًا لمحافظة ذمار. وإداريًا لمديرية جبل الشرق. يبلغ تعداد سكانها 2557 نسمة حسب الإحصاء الذي جرى عام 2004.